# Francisco Camet
Francisco Carmelo Camet Berterreche (ps. Eduardo, ur. 16 września 1876 w Buenos Aires, zm. 15 lipca 1931 w Miramar) – argentyński szermierz, specjalizujący się w szpadzie.
W 1900 wystartował na igrzyskach olimpijskich w szpadzie amatorów. W pierwszej rundzie zajął 2. miejsce w swojej grupie za Léonem Sée. W ćwierćfinale ponownie był 2. w swojej grupie, tym razem przegrywając z Edmondem Wallace’em. W półfinale uplasował się na 3. pozycji w swojej grupie, ulegając Georges'owi de la Falaise i Louisowi Perrée. W finale zajął 5. miejsce, wygrywając 2 walki i przegrywając 3. Był jedynym Argentyńczykiem na tych igrzyskach i jednocześnie pierwszym w historii olimpijczykiem z Ameryki Południowej.
Jego synem był Carmelo Camet, brązowy medalista olimpijski w florecie drużynowym z 1928.
Reprezentował klub Salles d'Armes du Palais et Sociétés Savantes.